# Aixella

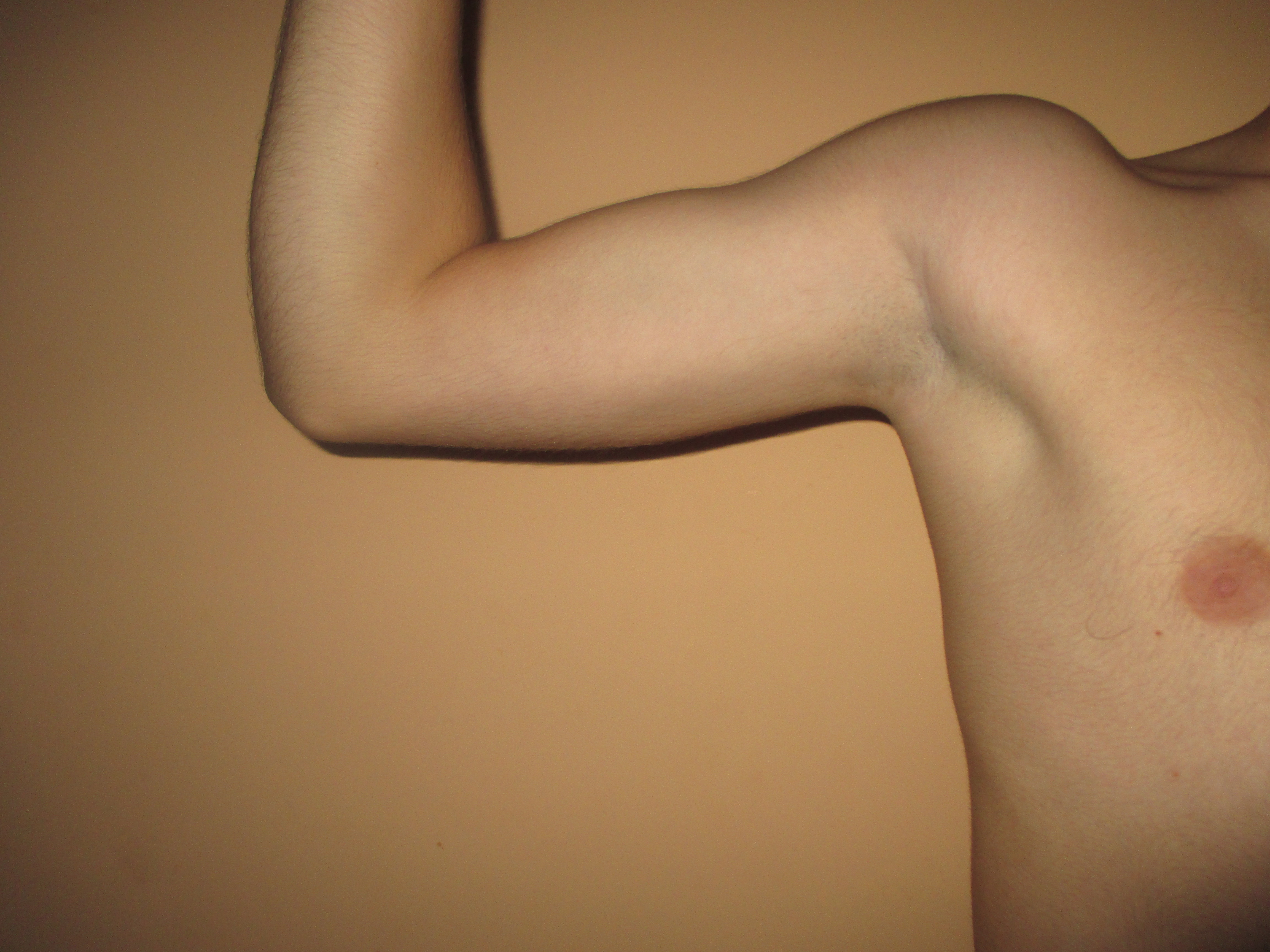
Aixella d'un home

L'aixella o axil·la és una regió del cos humà situada a la part inferior de la unió del tronc amb el braç. L'aixella està delimitada pel múscul pectoral major (per davant), pel múscul dorsal ample (per darrere), pel múscul serrat anterior (al mig) i per l'húmer (lateralment). Conté l'artèria axil·lar i la vena axil·lar, vasos i ganglis limfàtics, teixit connectiu i teixit adipós.
En aquesta zona creix pèl tant en homes com dones, a partir de l'adolescència. Les dones de diverses cultures com l'occidental sovint l'eliminen per no estar ben vist, però és mal vist en la comunitat viril no tenir borrissol axil·lar, ja que en diverses cultures això indica la seva manca de virilitat. Amb independència de la qüestió estètica, les aixelles són propenses a acumular mala olor a causa del suor, existint mecanismes per reduir, modificar o fins i tot evitar-ho, com l'asèpsia i productes desodorants.